# Camp de concentration de Soldau
Le camp de concentration de Soldau (Działdowo) était un camp de concentration mis en place par l'Allemagne nazie pendant la Seconde Guerre mondiale dans la partie de la Pologne incorporée à la province de Prusse-Orientale après l'invasion.

## Histoire
Avec l'accord de Reinhard Heydrich, Otto Rasch crée le camp au cours de l'hiver 1939-1940, à la fois comme camp de transit et comme lieu d'exécution de prisonniers politiques. Le camp est également utilisé comme centre de mise à mort dans le cadre de l'Aktion T4 ; entre le 21 mai et le 8 juin 1940, 1 588 malades mentaux y sont assassinés au moyen d'un camion à gaz, par une équipe dirigée par Herbert Lange.
Au cours de l'été 1941, le camp de Soldau devient un camp de travail forcé pour des déportés. Il fonctionne jusqu'en mai 1945.
Sur 30 000 déportés, 13 000 y ont trouvé la mort, principalement des Polonais, des Juifs ainsi que des prisonniers de guerre soviétiques.